# Zeit der Anpassung
Zeit der Anpassung (Originaltitel: Period of Adjustment) ist eine US-amerikanische Filmkomödie von George Roy Hill aus dem Jahr 1962 nach einem Drehbuch von Isobel Lennart, das auf dem gleichnamigen Theaterstück von Tennessee Williams aus dem Jahr 1960 basiert. Der Film verhalf Fonda zum Durchbruch und brachte ihr eine Nominierung für den Golden Globe Award in der Kategorie Beste Hauptdarstellerin – Filmkomödie oder Musical ein.

## Handlung
Zwei Paare haben Schwierigkeiten in ihrer Ehe. Das frisch verheiratete Paar Isabel und George Haverstick hat ein Problem: George leidet unter sexueller Leistungsangst und hat seinen Job gekündigt, ohne es ihr zu sagen. Georges Kriegskamerad Ralph hat sich mit seiner Frau Dottie zerstritten, die er wegen des Geldes geheiratet hat, und er mag ihre wohlhabenden Eltern nicht. Ralph ist auch wütend auf Isabel, weil sie ihrem kleinen Sohn erlaubt hat, mit einer Puppe zu spielen.
Isabel und George besuchen Ralph am Weihnachtsabend, aber Dottie hat Ralph verlassen. George und Isabel streiten sich ständig, und Isabel ist wütend über seine Vernachlässigung. Ralph tröstet Isabel und versucht, George zu überreden, etwas netter zu ihr zu sein. Als Dottie durchs Fenster sieht, dass Isabel im Haus ist, vermutet sie das Schlimmste. Als Dotties wütende Eltern kommen, um ihre Sachen abzuholen, verteidigt Isabel Georges Kriegsvergangenheit gegenüber Dotties Mutter, woraufhin George seine Meinung ändert. Dotties Vater versucht vergeblich, Ralph wegen versuchter Unterschlagung verhaften zu lassen. Ralph demütigt Dottie auf der Fahrt von der Polizeistation nach Hause.
Dottie und Ralph legen ihre Differenzen bei und Dottie ist überwältigt, als sie einen Pelzmantel findet, den er ihr zu Weihnachten geschenkt hat. Auch Isabel und George versöhnen sich.

## Besetzung und Synchronisation
Die deutsche Synchronisation des Films übernahm die MGM Synchronisations-Atelier in Berlin.
| Rolle             | Darsteller        | Sprecher              |
| ----------------- | ----------------- | --------------------- |
| Ralph Baitz       | Anthony Franciosa | Michael Chevalier     |
| Isabel Haverstick | Jane Fonda        | Ingeborg Wellmann     |
| George Haverstick | Jim Hutton        | Harry Wüstenhagen     |
| Dorothea Bates    | Lois Nettleton    | Eva Katharina Schultz |
| Stewart P. McGill | John McGiver      | Fritz Tillmann        |
| Alice McGill      | Mabel Albertson   | Friedel Schuster      |
| Polizeimeister    | Jack Albertson    | Klaus W. Krause       |

## Kritiken
In einer zeitgenössischen Rezension für die New York Times schrieb der Kritiker Bosley Crowther: „Was auch immer an Humor dabei ist, jungen verheirateten Menschen dabei zuzusehen, wie sie sich streiten und in ihren Beziehungen Haltungen einnehmen, die zwischen jugendlich und unreif liegen, ist reichlich vorhanden in 'Zeit der Anpassung', einem herben kleinen Film nach dem Stück von Tennessee Williams. … der Humor und das Pathos der Anpassung unbeholfener junger Leute ist ziemlich gut getroffen. Die einzige Frage ist, ob sich ihre Mühe lohnt und ob es sich lohnt, ihnen beim Kämpfen zuzusehen“. Crowther lobte Fondas Leistung: „Jane Fonda ist als frisch verheiratete Ehefrau angemessen oberflächlich und zittrig. Ihre vagen Emotionen und schwachen Gefühle scheinen nicht tiefer zu gehen als ihre Gänsehaut, die sich in einem seltsam vertrauten Schauspiel manifestiert. Könnte es die verstorbene Marilyn Monroe sein, der Miss Fonda zu ähneln scheint? Sie hätte sicher nichts dagegen, wenn wir das sagen.“
Nach Angaben von MGM spielte der Film in Nordamerika 2.750.000 Dollar und in Übersee 1,5 Millionen Dollar ein, was dem Studio einen Gewinn von 558.000 Dollar einbrachte.

## Auszeichnungen und Nominierungen
| Auszeichnung                    | Jahr | Kategorie                                      | Nominierten                                                     | Ergebnis  |
| ------------------------------- | ---- | ---------------------------------------------- | --------------------------------------------------------------- | --------- |
| Oscar                           | 1963 | Bestes Szenenbild                              | George Davis, Edward Carfagno, Henry Grace and Richard Pefferle | Nominiert |
| Golden Globe Awards             | 1963 | Beste Hauptdarstellerin – Komödie oder Musical | Jane Fonda                                                      | Nominiert |
| Laurel Awards                   | 1963 | Beste Hauptdarstellerin in einer Komödie       | Jane Fonda                                                      | Nominiert |
| Writers Guild of America Awards | 1963 | Best Written American Comedy                   | Isobel Lennart                                                  | Nominiert |